# Leptocerus mubalei
Leptocerus mubalei is een schietmot uit de familie Leptoceridae. De soort komt voor in het Afrotropisch gebied.